# 斯韦达拉市镇
斯韦达拉市镇（瑞典語：Svedala kommun）是瑞典南部斯科讷省的一个市镇。其治所位于斯韦达拉。